# Globe (Arizona)

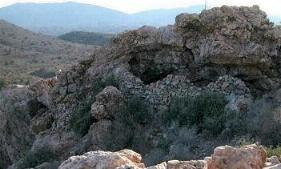
Eerste nederzetting in Globe

Globe is een plaats (city) in de Amerikaanse staat Arizona, en valt bestuurlijk gezien onder Gila County.
In Globe bevindt zich een lokaal districtskantoor voor rangers van de United States Forest Service van waaruit het gebied van het Tonto National Forest wordt beheerd.

## Demografie
Bij de volkstelling in 2000 werd het aantal inwoners vastgesteld op 7486.
In 2006 is het aantal inwoners door het United States Census Bureau geschat op 7141, een daling van 345 (-4,6%).

## Geografie
Volgens het United States Census Bureau beslaat de plaats een oppervlakte van
46,7 km², geheel bestaande uit land. Globe ligt op ongeveer 1070 m boven zeeniveau.

## Plaatsen in de nabije omgeving
De onderstaande figuur toont nabijgelegen plaatsen in een straal van 32 km rond Globe.